# Wyspa Wilkickiego (Morze Karskie)
Wyspa Wilkickiego (ros. Остров Вилькицкого) – rosyjska wyspa arktyczna, położona na Morzu Karskim, u ujścia Zatoki Obskiej i Zatoki Jenisejskiej na pełne morze. Powierzchnia wyspy to ponad 150 km². Ma charakter nizinny, najwyższe wzniesienie sięga 5 m n.p.m. Panuje tu klimat polarny.
Wyspa Wilkickiego ma długość 18 km i szerokość do 9 km. W zachodniej części wyspy znajduje się podłużna mierzeja; od wschodu wąska cieśnina dzieli ją od podłużnej, piaszczystej wyspy o nazwie kosa Wostocznaja (ros. коса Восточная). Obie wyspy tworzą łukowaty kształt, wygięty ku północy. Najbliższym lądem jest odległa o 25 kilometrów na południe Wyspa Nieupokojewa.
Wyspa Wilkickiego została odkryta w 1874. Nazwano ją na cześć Andrieja Wilkickiego, rosyjskiego hydrografa i geodety.